# Strato I Dikaios
Strato I Dikaios , död 110 f.Kr., var en indogrekisk monark. Han tillhörde Euthydemiddynastin, och var regerande monark av en indogrekisk monarki i Gandhara och Punjab mellan 125 f.Kr. och 110 f.Kr.